# Specie di Alyssum
Elenco delle specie di Alyssum:

## A
- Alyssum aizoides Boiss.
- Alyssum alyssoides (L.) L.

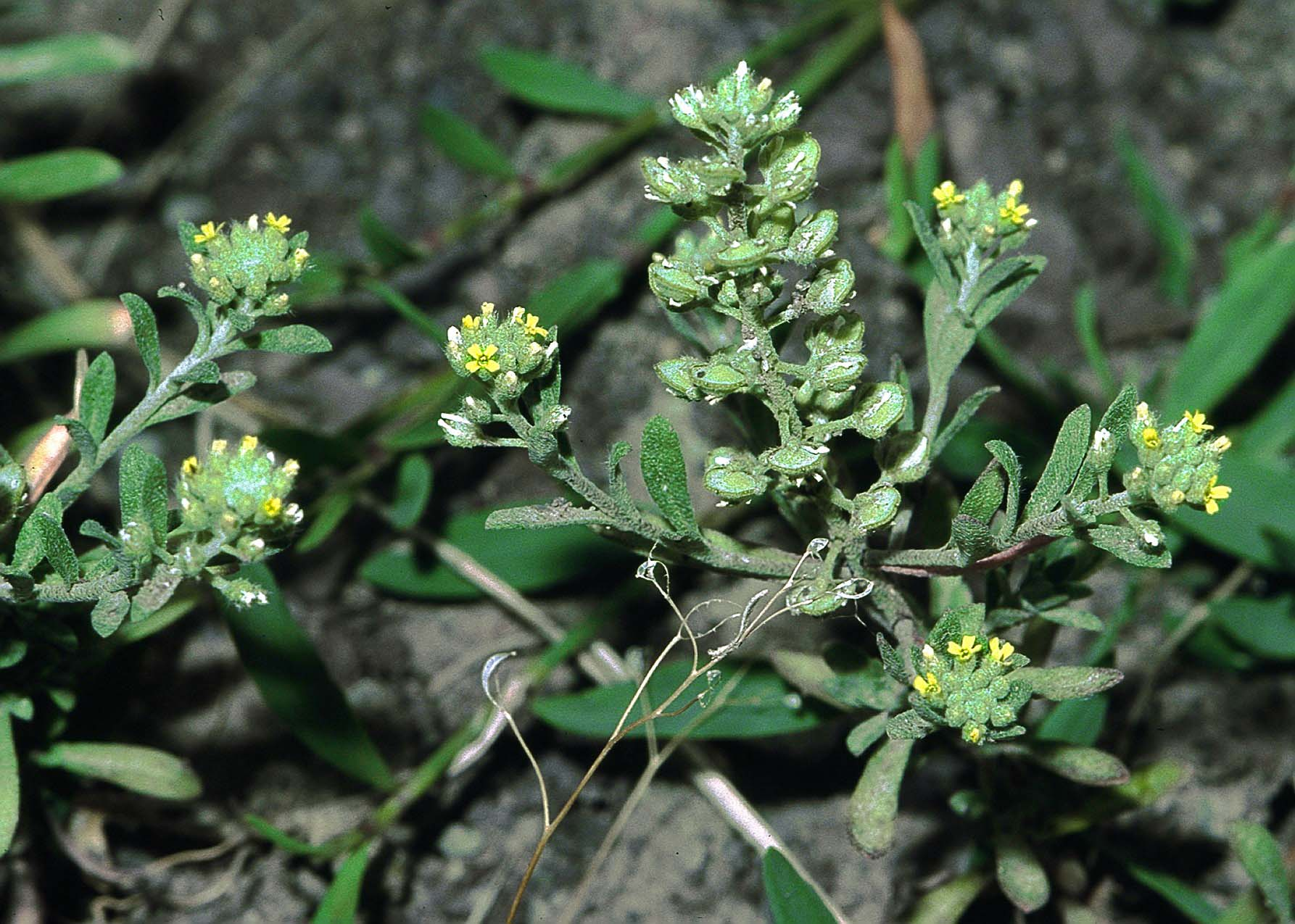
Alyssum alyssoides

- Alyssum amasianum Karabacak & A.Duran
- Alyssum anamense Velen.
- Alyssum andinum Rupr.
- Alyssum argyrophyllum Schott & Kotschy
- Alyssum armenum Boiss.
- Alyssum artvinense N.Busch
- Alyssum atlanticum Desf.
- Alyssum aurantiacum Boiss.
- Alyssum austrodalmaticum Trinajstic

## B
- Alyssum baumgartnerianum Bornm. ex Baumg.
- Alyssum blancheanum Gomb.
- Alyssum bornmuelleri Hausskn. ex Degen
- Alyssum bosniacum Beck
- Alyssum bulbotrichum Hausskn. & Bornm.

## C
- Alyssum cacuminum Španiel, Marhold & Lihová
- Alyssum caespitosum Baumg.
- Alyssum calycocarpum Rupr.
- Alyssum cephalotes Boiss.
- Alyssum collinum Brot.
- Alyssum contemptum Schott & Kotschy
- Alyssum corningii T.R.Dudley
- Alyssum cuneifolium Ten.

## D
- Alyssum dagestanicum Rupr.
- Alyssum damascenum Boiss. & Gaill.
- Alyssum dasycarpum Stephan ex Willd.
- Alyssum degenianum Nyár.
- Alyssum desertorum Stapf
- Alyssum diffusum Ten.
- Alyssum dimorphosepalum Eig
- Alyssum doerfleri Degen

## E
- Alyssum erosulum Gennari & Pestal. ex Clem.

## F
- Alyssum fastigiatum Heywood
- Alyssum flexicaule Jord.
- Alyssum foliosum Bory & Chaub.
- Alyssum fulvescens Sm.

## G
- Alyssum gallaecicum (S.Ortiz) Španiel, Marhold & Lihová
- Alyssum granatense Boiss. & Reut.
- Alyssum gustavssonii Hartvig

## H
- Alyssum hajastanum Avet.
- Alyssum handelii Hayek
- Alyssum harputicum T.R.Dudley
- Alyssum hezarmasjedense Kavousi & Nazary
- Alyssum hirsutum M.Bieb.

## I
- Alyssum idaeum Boiss. & Heldr.
- Alyssum iljinskae V.I.Dorof.
- Alyssum iranicum Hausskn. ex Baumg.

## K
- Alyssum kaynakiae Yilmaz
- Alyssum klimesii Al-Shehbaz

## L
- Alyssum lanceolatum Baumg.
- Alyssum lassiticum Halácsy
- Alyssum lenense Adams
- Alyssum lepidotostellatum (Hausskn. & Bornm.) T.R.Dudley
- Alyssum lepidotum Boiss.
- Alyssum loiseleurii P.Fourn.
- Alyssum luteolum Pomel
- Alyssum lycaonicum (O.E.Schulz) T.R.Dudley

## M
- Alyssum macrocalyx Coss. & Durieu

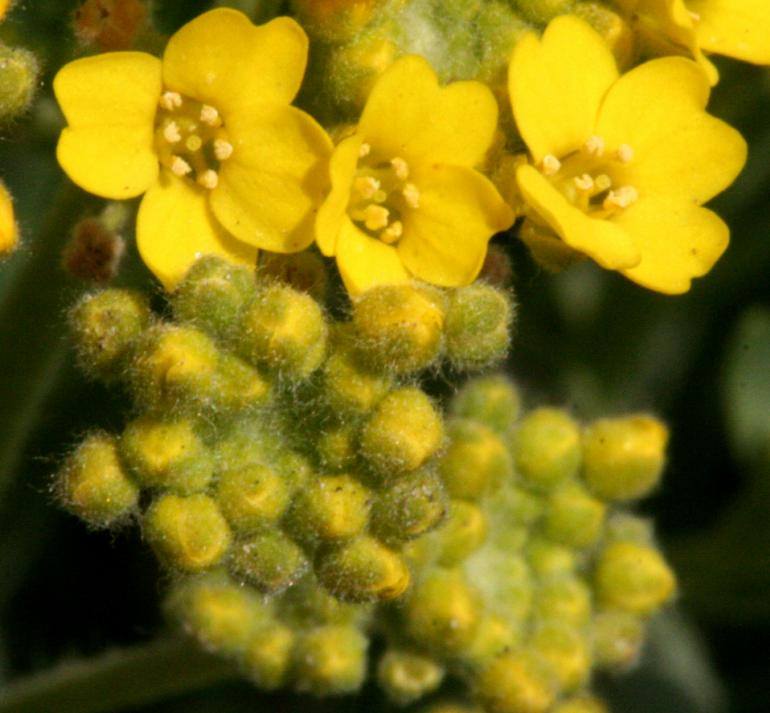
Alyssum montanum

- Alyssum macropodum Boiss. & Balansa
- Alyssum mazandaranicum Mirzadeh & Assadi
- Alyssum minutum Schltdl. ex DC.
- Alyssum misirdalianum Orcan & Binzet
- Alyssum moellendorfianum Asch. ex Beck
- Alyssum montanum L.
- Alyssum montenegrinum (Bald.) Španiel, Lihová & Marhold
- Alyssum mouradicum Boiss. & Balansa
- Alyssum muelleri Boiss. & Buhse
- Alyssum musilii Velen.

## N
- Alyssum neglectum Magauer, Frajman & Schönsw.
- Alyssum nezaketiae Aytaç & H.Duman
- Alyssum niveum T.R.Dudley

## O
- Alyssum ochroleucum Boiss. & A.Huet
- Alyssum orophilum Jord. & Fourr.

## P
- Alyssum paphlagonicum (Hausskn.) T.R.Dudley
- Alyssum persicum Boiss.
- Alyssum pirinicum (Stoj. & Acht.) Ancev
- Alyssum pluscanescens (Raim. ex Jos.Baumgartner) Španiel, Lihová & Marhold
- Alyssum pogonocarpum Carlström
- Alyssum praecox Boiss. & Balansa
- Alyssum propinquum Baumg.
- Alyssum pseudomouradicum Hausskn. & Bornm. ex Baumg.
- Alyssum pulvinare Velen.

## R
- Alyssum reisseri Velen.
- Alyssum repens Baumg.
- Alyssum rhodanense Jord. & Fourr.
- Alyssum rossetii Španiel, Bovio & K.Kaplan
- Alyssum rostratum Steven

## S
- Alyssum scutigerum Durieu
- Alyssum serpyllifolium Desf.
- Alyssum siculum Jord.
- Alyssum simplex Rudolphi
- Alyssum simulans Runemark ex Hartvig
- Alyssum smyrnaeum C.A.Mey.
- Alyssum sphacioticum Boiss. & Heldr.
- Alyssum spruneri Jord. & Fourr.
- Alyssum stapfii Vierh.
- Alyssum strictum Willd.
- Alyssum strigosum Banks & Sol.
- Alyssum sulphureum T.R.Dudley & Hub.-Mor.
- Alyssum szovitsianum Fisch. & C.A.Mey.

## T
- Alyssum taygeteum Heldr.
- Alyssum tenium Halácsy
- Alyssum tetrastemon Boiss.
- Alyssum thymops (Hub.-Mor. & Reese) T.R.Dudley
- Alyssum trichocarpum T.R.Dudley & Hub.-Mor.
- Alyssum trichostachyum Rupr.
- Alyssum turkestanicum Regel & Schmalh.

## U
- Alyssum umbellatum Desv.

## V
- Alyssum vernale Kit. ex Hornem.

## W
- Alyssum wierzbickii Heuff.
- Alyssum wulfenianum Willd.

## X
- Alyssum xanthocarpum Boiss.